# コショウ
コショウ（胡椒）は、コショウ科コショウ属に属するつる性植物の1種（学名: Piper nigrum; 図1a）、またはその果実を原料とする香辛料のこと（英: pepper; 図1b）である。インド原産であるが、世界中の熱帯域で広く栽培されている。
果実には強い芳香と辛みがあり、香辛料としてさまざまな料理に広く利用され、「スパイスの王様」ともよばれる。精油が香気成分となり、アルカロイドのピペリンやシャビシンが刺激・辛味成分となる。果実の処理法などによって、黒胡椒（ブラックペッパー）や白胡椒（ホワイトペッパー）などに分けられる。15世紀以降のヨーロッパの東方進出は、コショウ貿易による利益も関わっていた。
コショウの英名は「pepper」であるが、これはサンスクリット語で同属別種であるヒハツ（インドナガコショウ）を意味する「pippali」に由来しており、古くに名前の取り違えが起こったと考えられている。植物の学名の起点であるリンネの『植物の種』（1753年）で記載された植物（つまり最初に学名が与えられた植物）の1つである。
トウガラシ（ナス科）やオニシバリ（ジンチョウゲ科）、またサンショウ（ミカン科）の果実を「胡椒」とよぶことがある。

## 特徴
つる性の木本（藤本＝とうほん）であり、長さはときに10m以上になり、節は膨らみ、節から不定根を出して他物に絡み付く（下図2a、b）。葉は互生、葉柄は長さ1-2cm、葉身は卵形から長卵形、10-15 × 5-9 cm、先端は尖り、無毛で革質、表面は光沢がある暗緑色、葉脈は掌状で5-7（-9）脈、中央の脈は基部から 1.5-3.5 cm の部分で分枝する（下図2c）。
野生株では単性花（雄花と雌花が別）をつけ雌雄異株（雄花と雌花が別の個体につく）のものが多いが、栽培される系統のものは雌雄同株（雄花と雌花が同じ個体につく）であり、また様々な程度で両性花をつける。野生型では果実量が少ないが、栽培されるものでは両性花率が高い系統ほど果実量が多いことから、栽培の歴史の中でこのような系統が選択されてきたと考えられている。花期は6–10月（中国の場合）、穂状花序を形成し、花梗は葉柄とほぼ同長、花穂は長さ約 10 cm、葉と対生状につく（下図3a、d）。苞はへら形から楕円形、およそ 3-3.5 × 0.8 mm、花被を欠く。雄しべは2個、花糸は太く短い（下図3d）。雌しべの子房は球形、柱頭は3–4（–5）個（下図3d）。
果穂は長さ 15–17 cm ほどになり、50–60個の果実からなる（上図3b、c）。個々の果実は核果、1個の種子を含み、球形で直径 5-6 mm、未熟果実は緑色だがこれを天日干しすると黒色（→#青胡椒、#黒胡椒）、熟した果実は赤色になる（→#赤胡椒、#白胡椒）（上図3b、c）。
染色体数は 2n = 48, 52, 104, 128 が報告されており、栽培の歴史の中で著しい染色体倍加が起こったと考えられ、また他種との交雑の可能性も示唆されている。

## 分布
原産地はインド南西部マラバール地方とされるが、すでに紀元前1世紀ごろには東南アジア熱帯域で栽培されていたと考えられている。2020年時点では、東南アジア、アフリカ、中南米の熱帯域で広く栽培されている（下記の#産地、図4参照）。

## 人間との関わり

### 香辛料
コショウの果実には強い芳香と強烈な辛みがあり、最もよく使われる香辛料（スパイス）の1つであるため、「スパイスの王様 (king of spice)」ともよばれる。コショウの辛さは、塩辛さとは異なる辛さである。コショウは肉料理、魚料理、野菜料理、スープなどさまざまな料理に使われ（下図5）、またハムやソーセージの製造にも利用される。他にもソースやケチャップなどの調味料の原材料ともなる。

### 種類

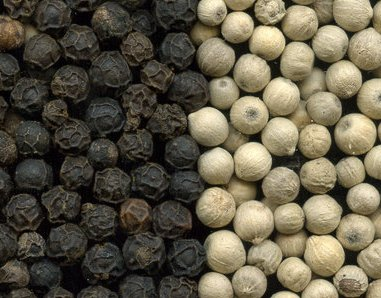
7 黒胡椒（左）と白胡椒（右）

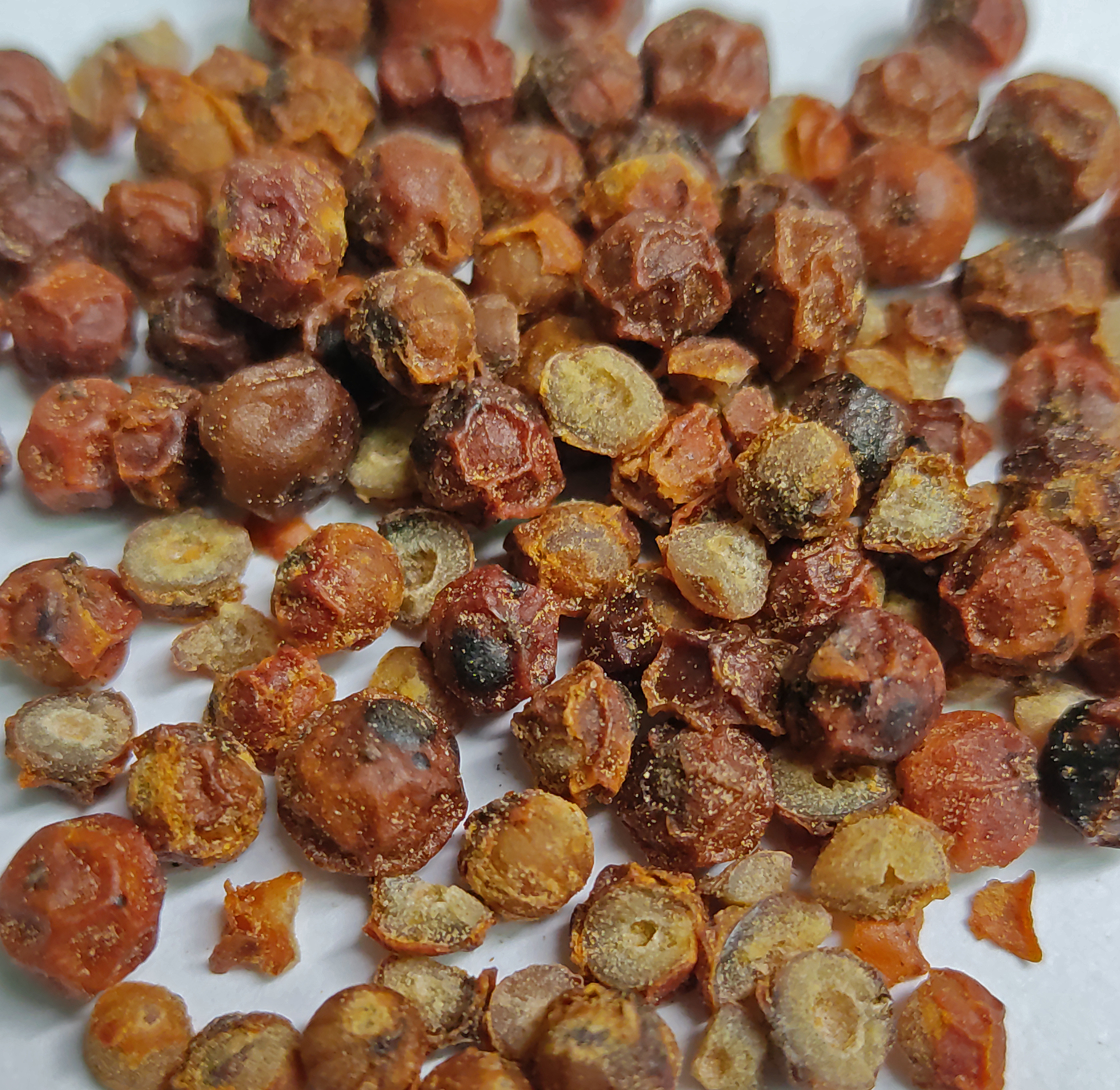
9 赤胡椒

コショウは収穫のタイミング（未熟果、完熟果）や乾燥方法、外皮（外果皮・中果皮）の除去などの違いにより、黒胡椒、白胡椒、青胡椒、赤胡椒の4種類に分けられる。
黒胡椒、ブラックペッパー（黒コショウ、黒こしょう、英:  black pepper）
完熟前の緑色の果実を収穫し、天日干しで乾燥させたものであり、黒色になる。湯通しした後に乾燥したり、薪を使っていぶすこともある。乾燥の際、果皮（外果皮、中果皮）にシワが生じるが、剥がさずそのまま使用する（図7左）。中果皮には辛み成分が多く含まれており、香りと辛みが強いため、強い味の肉料理や青魚などとの相性がよいとされる。また、インドの伝統医学であるアーユルヴェーダにて高く評価されている。
白胡椒、ホワイトペッパー（白コショウ、白こしょう、white pepper）
赤色に完熟した果実を収穫し、1週間ほど水に浸して発酵させた後、柔らかくなった外果皮・中果皮を除去したものである（図7右）。核（種子とこれを包む硬い内果皮）のみからなり外果皮・中果皮がないため、黒胡椒より辛みは弱いが異なる風味を持ち、魚料理やシチューなど素材の味が強くないものとの相性が良いとされる。
人によっては白胡椒に不快臭を感じる事があるが、これは製造工程で果皮を水中で腐敗させる際に発生する物質に由来しており、流水中の処理により臭みの発生を押さえることが報告されている。白胡椒は発酵食品でもあり、コーヒーやカカオのように発酵過程の調節で多様な風味をつくることが可能ともされる。一方で、黒胡椒の外果皮・中果皮を機械で剥がして白胡椒としたものもある。また下記のように胡椒は#薬用にも使われるが、その際にはふつう白胡椒が使われる。

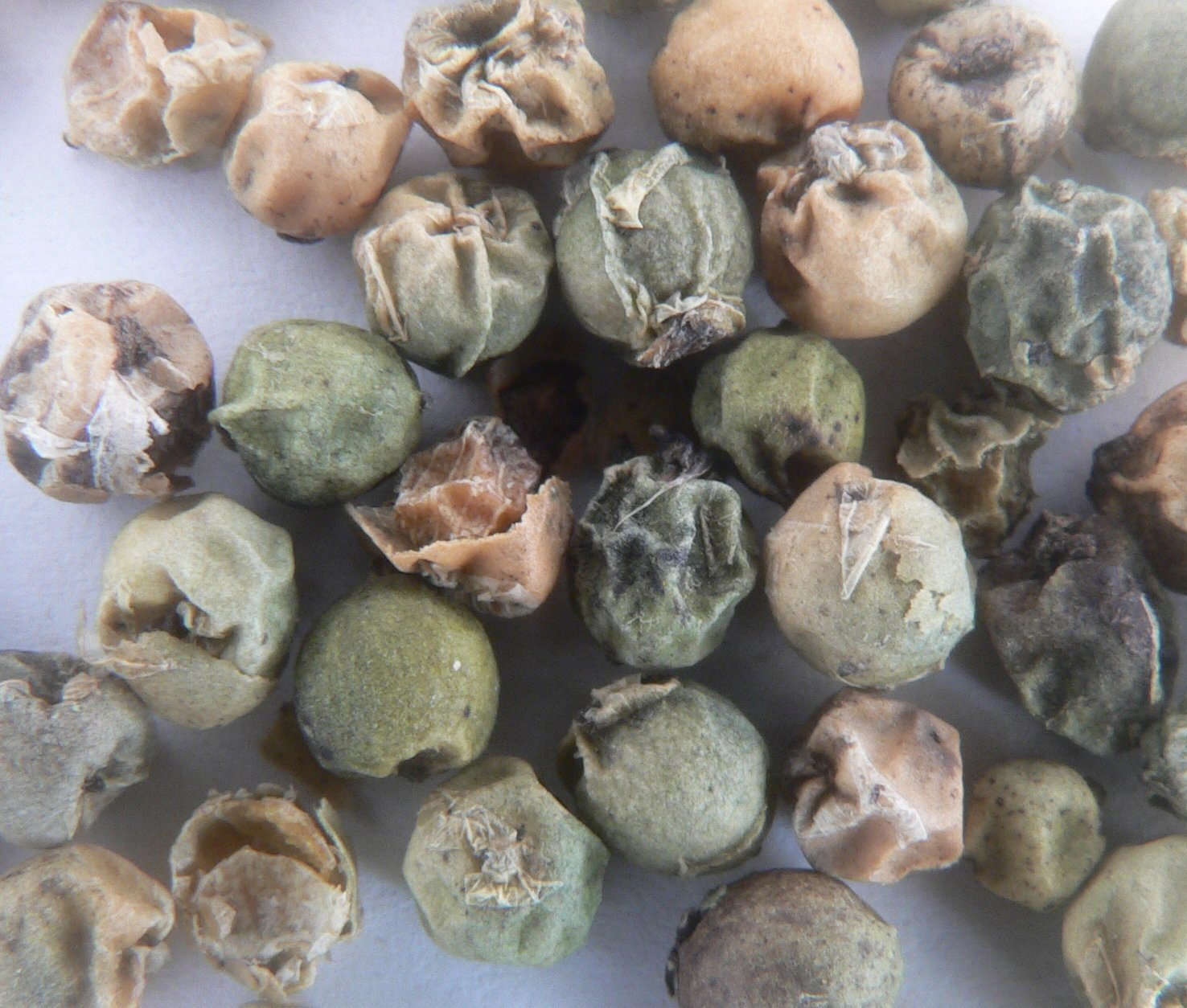
8 青胡椒

青胡椒、緑胡椒、グリーンペッパー（青コショウ、青こしょう、green pepper）
完熟前の緑色の果実を原料とするが、黒胡椒とは異なり天日干しにはせず、ゆでてから塩蔵、またはフリーズドライ加工したもの。そのため、果実の色は緑色が残っている（図8）。さわやかな香りと辛みを特徴とする。料理に散らしてアクセントにしたり、香りを活かしてスープやサラダに加える。タイ料理では「プリックタイオーン」とよばれ、粒のまま炒め物に利用されることがある。
赤胡椒、ピンクペッパー（赤コショウ、赤こしょう、pink pepper）
赤色に完熟した果実を収穫するが、白胡椒とは異なり外果皮・中果皮をはがさずにそのまま塩蔵したものや天日乾燥したもの。赤い外果皮はシワが入り（図9）、香りと辛みがマイルドであるとされる。ペルーなど南アメリカの料理で使用されることがある。ただし「ピンクペッパー」（pink pepper）は、ウルシ科の辛みがない植物コショウボクの果実を意味することが多い（上図6c-e）。

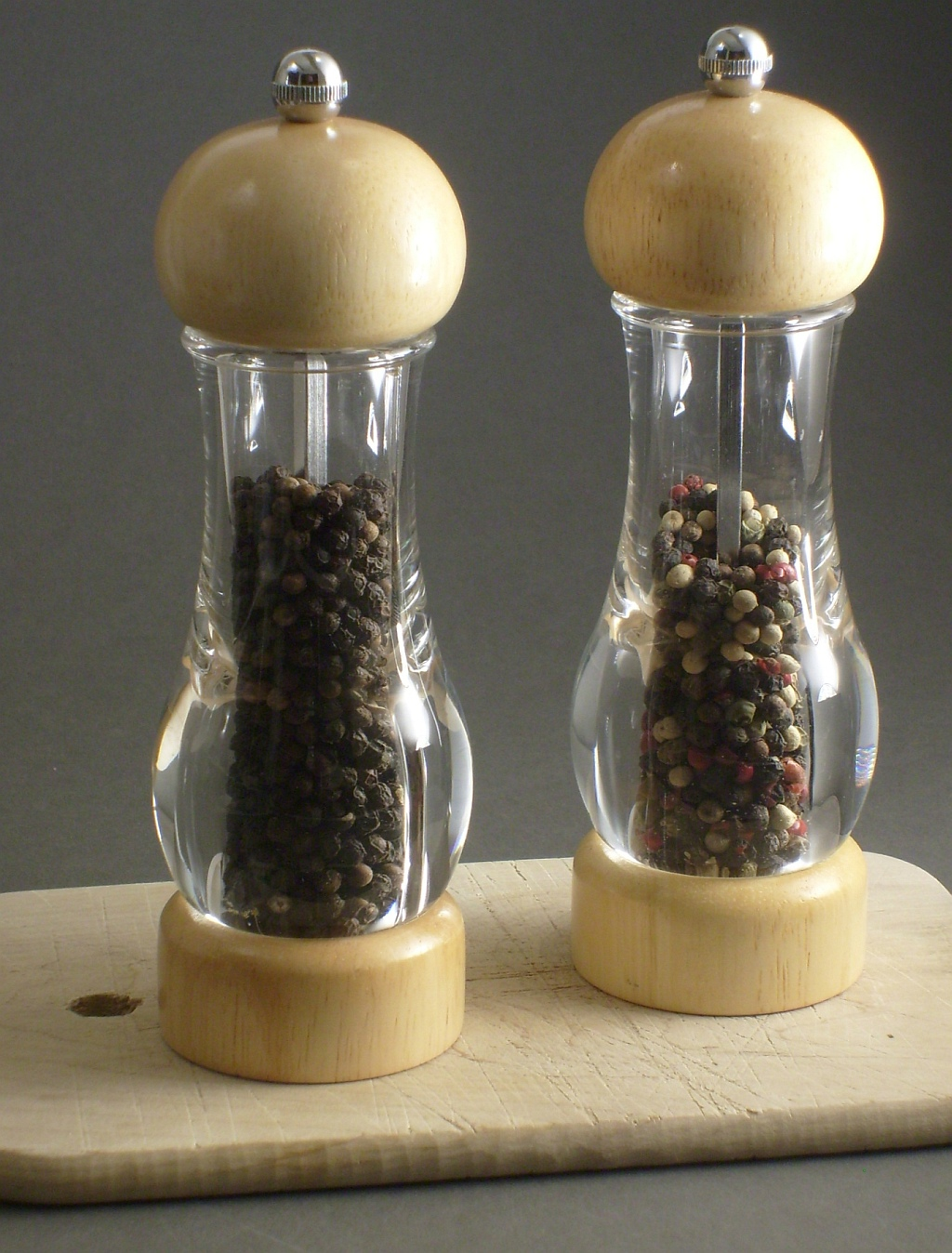
10 ペッパーミル

コショウは様々な形態で利用され、ホール（原形の粒の状態、粒胡椒）、あらびき（粗挽き）、パウダー（粉末状）などが市販されている。また、使うたびにペッパーミル（図10）を用いてホールを挽いたほうが新鮮な風味を得ることができるとされる。
異なる種類の胡椒を混ぜて使うこともあり、日本で市販品には黒胡椒と白胡椒を混合したものもある。また塩などと混ぜた「味付塩こしょう」として市販されているものもある。
コショウの消費期限は、製造方法や保管状況にもよるが、おおよそ2-3年である。挽いた後のものは、挽く前（ホール）より香味が飛びやすい。また「黒胡椒」「白胡椒」の乾燥させたものは、「青胡椒」「赤胡椒」といった乾燥させる前のものより長持ちしやすくなる。大航海時代など物流が発達する前は「青胡椒」「赤胡椒」は原産地での香辛料や食材として使用されていたのに対し、原産地から離れていたヨーロッパでは「黒胡椒」「白胡椒」が使用されていた。現在は物流が発達したことや世界各地でコショウの生産が行えるようになったこと、さらに各国の料理が世界中に広まっていることからこの区別はなくなっている。

### 薬用
コショウの果実にはアルカロイドであるピペリンなどが含まれており、薬効を期待した料理や外用薬に使われることがある。抗菌、食欲増進、消化促進、健胃、駆風、発汗促進、利尿、鎮痛などの作用があるとされ、食欲不振、消化不良、胃弱、嘔吐、下痢、腹痛、腹部膨満、歯痛などに使われる。また、抗がん作用、抗酸化作用、止瀉作用も報告されている。脂肪燃焼作用やエネルギー代謝の亢進によるダイエット効果、また他の成分の吸収率を高めることで一緒に摂取した医薬品の作用を増強する効果があるとして健康食品に使用されることもあるが、多量に摂取した場合に他の医薬品と相互作用を示すことから、健康被害が発生する可能性を否定できず注意が必要ともされる。

### 成分
アルカロイドであるピペリン（piperine 下図11a）やシャビシン（chavicine 下図11b）、ピペラニン (piperapine）、これらの構成要素であるピペリジン（piperidine 下図11c）などが辛み成分となり、また精油であるピネン（pinene 下図11d）、リモネン（limonene 下図11e）、カリオフィレン（caryophyllene 下図11f）、ピペロナール（piperonal 下図11g）などが香り成分となる。
コショウでくしゃみが出るのは、辛味成分であるピペリンが鼻腔の神経を刺激するためである。

### 産地
コショウはインド原産であるが、世界中の熱帯域で広く栽培されている。2021年時点の生産量（ただしコショウ属の他種を含む）はベトナムが最大であり、以下ブラジル、インドネシア、ブルキナファソ、インドと続いている（表1）。
コショウ属の生産量上位10カ国の割合（2021年）
| 国             | 生産量 (トン) |
| -------------- | ------------- |
| ベトナム       | 288,167       |
| ブラジル       | 118,057       |
| インドネシア   | 81,218        |
| ブルキナファソ | 67,983        |
| インド         | 64,816        |
| スリランカ     | 42,485        |
| 中国           | 33,356        |
| マレーシア     | 31,636        |
| タジキスタン   | 21,269        |
| メキシコ       | 9,841         |
| 世界           | 793,818       |

2021年の日本のコショウ輸入（9079トン）においては、マレーシア産（38.1%）、インドネシア産（31.2%）、ベトナム産（26.4%）のものがほとんどを占めている。
コショウの取引においては、産出国名や地名を付して下記のようによばれることがある（上図6e）。
- インド産：マラバル胡椒、テリチェリー胡椒、アレッピー胡椒
- インドネシア産：ランポン胡椒、ムントク胡椒
- マレーシア産：サワラク胡椒
- ブラジル産：ブラジル胡椒

### 栽培
実生から栽培されることもあるが、ふつう挿し木が用いられる。コショウはつる植物であるため支持物が必要であるが、乾燥して日射が強いインドなどでは日陰になるように生きた樹木を支持物とすることがあり（上図4a）、雨量や曇天が多いマレーシアなどでは枯れ木やコンクリート柱を支持物とする（上図4b–d、下図12a）。挿し木3年目ぐらいから花をつけて果実を形成しはじめ、7–8年後に最盛期を迎え、以降15-20年間収穫できるという（下図12b、c）。
コショウ栽培には連作障害が起こることがあり、植物寄生性線虫が発生したり、フザリウム菌などによる病害が起こりやすくなる。南米での栽培では、これにより壊滅的な被害が発生したことがある。コショウ栽培は、肥料代や労力のわりに価格が安いこともあり、放置される農園もある。
| 年   | 生産量 (トン) | 耕地面積（ha） | 耕地面積あたりの生産量（kg/ha） |
| ---- | ------------- | -------------- | ------------------------------- |
| 1961 | 71,318        | 153,209        | 465.5                           |
| 1971 | 110,391       | 202,499        | 545.1                           |
| 1981 | 161,581       | 234,175        | 690.0                           |
| 1991 | 284,310       | 359,202        | 791.5                           |
| 2001 | 359,405       | 466,816        | 769.9                           |
| 2011 | 419,450       | 541,403        | 774.7                           |
| 2021 | 793,818       | 678,215        | 1,170.5                         |

一方、21世紀に入ると情報技術の進歩により、物流状況や市場価格がいち早く確認できるようになったため、生産調整が可能になったこと、また中華人民共和国やインドなど、人口の多い地域で需要が増大したことで、コショウの価格は再び上昇し、2005年から2015年の間に、横浜港での通関単価は1 kg当たり1607円と約5倍に達した。日本での通関単価はその後下落し、2020年には1 kg当たり471円になったが、2021年には1  kg当たり631円と上昇した（表3）。
| 年   | 輸入量（トン） | 金額（億円） | 通関単価（円/kg） |
| ---- | -------------- | ------------ | ----------------- |
| 2011 | 8,855          | 54.98        | 621               |
| 2012 | 8,130          | 63.53        | 781               |
| 2013 | 8,514          | 74.81        | 879               |
| 2014 | 8,833          | 104.04       | 1,178             |
| 2015 | 9,068          | 140.15       | 1,546             |
| 2016 | 8,741          | 115.26       | 1,319             |
| 2017 | 8,193          | 82.67        | 1,009             |
| 2018 | 9,485          | 60.94        | 642               |
| 2019 | 9,714          | 49.11        | 506               |
| 2020 | 9,428          | 44.37        | 471               |
| 2021 | 9,079          | 57.29        | 631               |

### 歴史
コショウは、古代からインド地方の重要な輸出品であった。紀元前4世紀の初め頃、古代ギリシアの植物学者テオフラストゥスは『植物誌』の中でコショウと長コショウ（ヒハツ）について記している。ヨーロッパでは、古くからコショウは貴重品であり、紀元1世紀のローマの博物学者大プリニウスは1ポンド（約500 g）の長コショウの価値は15デナリウス、白コショウは7デナリウス、黒コショウは4デナリウスと記録している。古代の地中海世界では、長コショウが成熟したものが黒コショウになると考えられており、その間違いは、16世紀にガルシア・デ・オルタによって改められるまで続いた。長コショウは白・黒コショウよりも高額に扱われていたが、中世盛期に入ると黒コショウなどと競合するようになり、中世後期にはヨーロッパでは使われなくなっていった。
冷蔵技術が未発達であった時代には、腐りかけの肉の匂いを隠すためや、その防腐作用のためにコショウが珍重されたといわれることが多い。しかし贅沢品であるコショウを入手できるような人は裕福であり、新鮮な肉を入手できたはずであったとも考えられている。また、確かにコショウに含まれるピペリンなどには殺菌作用があるが、香辛料としての使用量程度では有効ではなく、より効果的な保存法である塩漬けは当時から使われていた。しかし、コショウなどの香辛料は、長期保存された肉の風味をよくすることには有用であったと考えられている。
コショウの取引における高値のさまは、1世紀のローマにおいて、コショウが同重量の金や銀と交換されたかのような表現もされる。ローマが西ゴート族の王であったアラリック1世に包囲された際、ローマ市民は包囲を解いてもらう代償として金5000ポンド、銀3万ポンド、絹のチュニック4000着、緋色に染めた皮革3000枚、そしてコショウ3000ポンドを渡すことに同意した。中世になると、インドとヨーロッパの間の交易はアラビア商人とイタリア商人（ヴェネチアやジェノヴァなど）が担っていたが、ヴェネチアの人々はコショウを「天国の種子」と呼び、その価値を高めることもしていた。十字軍や大航海時代などの目的の1つが、コショウなど東洋の香辛料獲得にあったことはよく知られている（下図13）。

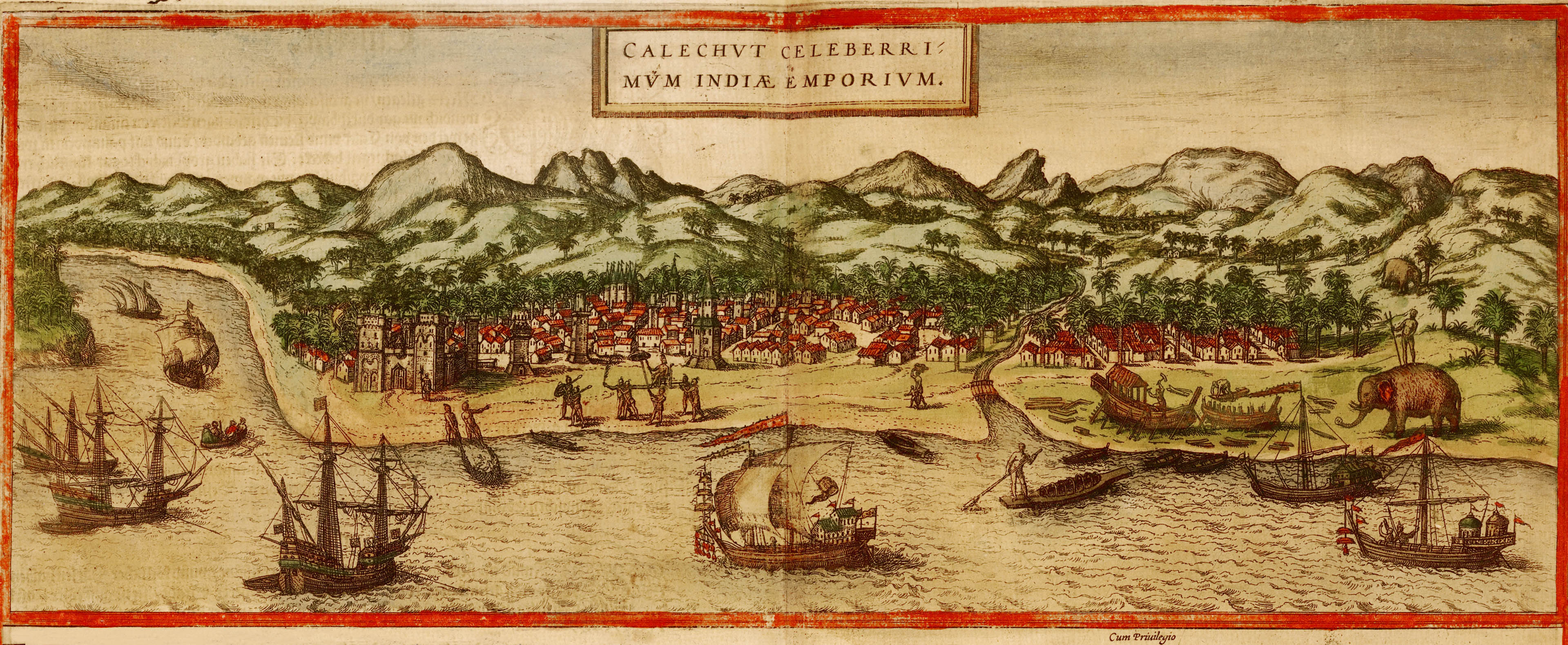
13. ポルトガルがヨーロッパ向けコショウ貿易を支配していた時代のインド、カリカット（1572年）

ヨーロッパにおいてコショウは貴重品であったが、12世紀に入ると大量のコショウが輸入されるようになったと考えられている。コショウはそのため疑似通貨として使用されるようになり、税金や給料などにもコショウで支払われた例がある。この結果、希少性を失っていったことは当時の料理本の中での記載の減少でも確認できる。宮廷料理を調理する王侯貴族のお抱え料理人達が書く料理本において、コショウはローマ時代は常連の香辛料であったが、中世においてはその数を減じていった。アルナルドゥス・デ・ビラ・ノバ（1235年頃 – 1313年頃）作とされる『レギメン・サニタティス』には、「コショウは農夫のソースであり、彼らはコショウを下品な豆類と混ぜて食っている」と書かれ、富者の上品なソースと対比させて述べている。 
中国では、西方から伝来した香辛料という意味で、「胡椒」と呼ばれた。日本には中国を経て伝来しており、そのため日本でもコショウ（胡椒）と呼ばれる。天平勝宝8歳（756年）、聖武天皇の77日忌にその遺品が東大寺に献納された。その献納品の目録『東大寺献物帳』の中に「胡椒」が記されており、また当時のコショウが正倉院から発見されている。奈良時代の日本ではコショウは生薬として用いられていたが、江戸時代初期に書かれた『雑兵物語』でも「（戦場で）毎朝胡椒を1粒ずつかじれば夏の暑さにも冬の寒さにも当たらない」としており、このころにも薬用としての需要があったことを示している。
コショウは奈良時代以降も断続的に輸入され、平安時代には調味料としても利用されるようになり、江戸時代にはうどんの薬味や胡椒飯として用いられていた。トウガラシ（唐辛子）が伝来する以前は、日本でコショウは山椒と並ぶ香辛料として現在より多くの料理で利用されていた。江戸期を通じて唐船を介した輸入量は年平均5.7トン（1641年–1832年）、オランダ船を通じて78トン（1638年時点）のコショウを輸入していた。現在も船場汁、潮汁、沢煮椀などの吸い物類を中心に、薬味としてコショウを用いる日本料理は残存している。
日本では、トウガラシはその伝来当初、コショウの一種として「南蛮胡椒」や「高麗胡椒」などと呼ばれていた。このため、現在でも九州地方を中心に、唐辛子を「胡椒」と呼ぶことがある。九州北部で製造される柚子胡椒や、沖縄のコーレーグス（高麗胡椒）の原料はコショウではなくトウガラシである。「胡椒」をトウガラシの意味で用いる地域では、他地域で胡椒とよばれるものを「洋胡椒」と呼んで区別することもある。字義的には「胡椒」も「唐辛子」も共に舶来の香辛料の意である。

### 文学に現れる胡椒
- 井原西鶴の『日本永代蔵』に胡椒の日本伝来事情の記述がある[72]。昔は胡椒は中国から輸入していたが、唐人は日本で栽培されないよう胡椒粒に熱湯をかけてから引き渡していたので、日本で蒔いても芽が出なかったとしている。ある時、高野山で一度に三石（約540リットル）もの胡椒を蒔いたら2本だけ根を生やし、それから日本国中に胡椒が広がったのだという[注 7]。
- 胡椒が登場する落語として、『くしゃみ講釈』、『棒鱈』、『胡椒の悔やみ』がある[73][74][疑問点 – ノート]。
- 近松門左衛門の『大経師昔暦』に「女房のやきもちとうどんに、胡椒はお定まり」とあり、当時、うどんの薬味にはコショウが使われていたようだ。[75]

## 近縁種

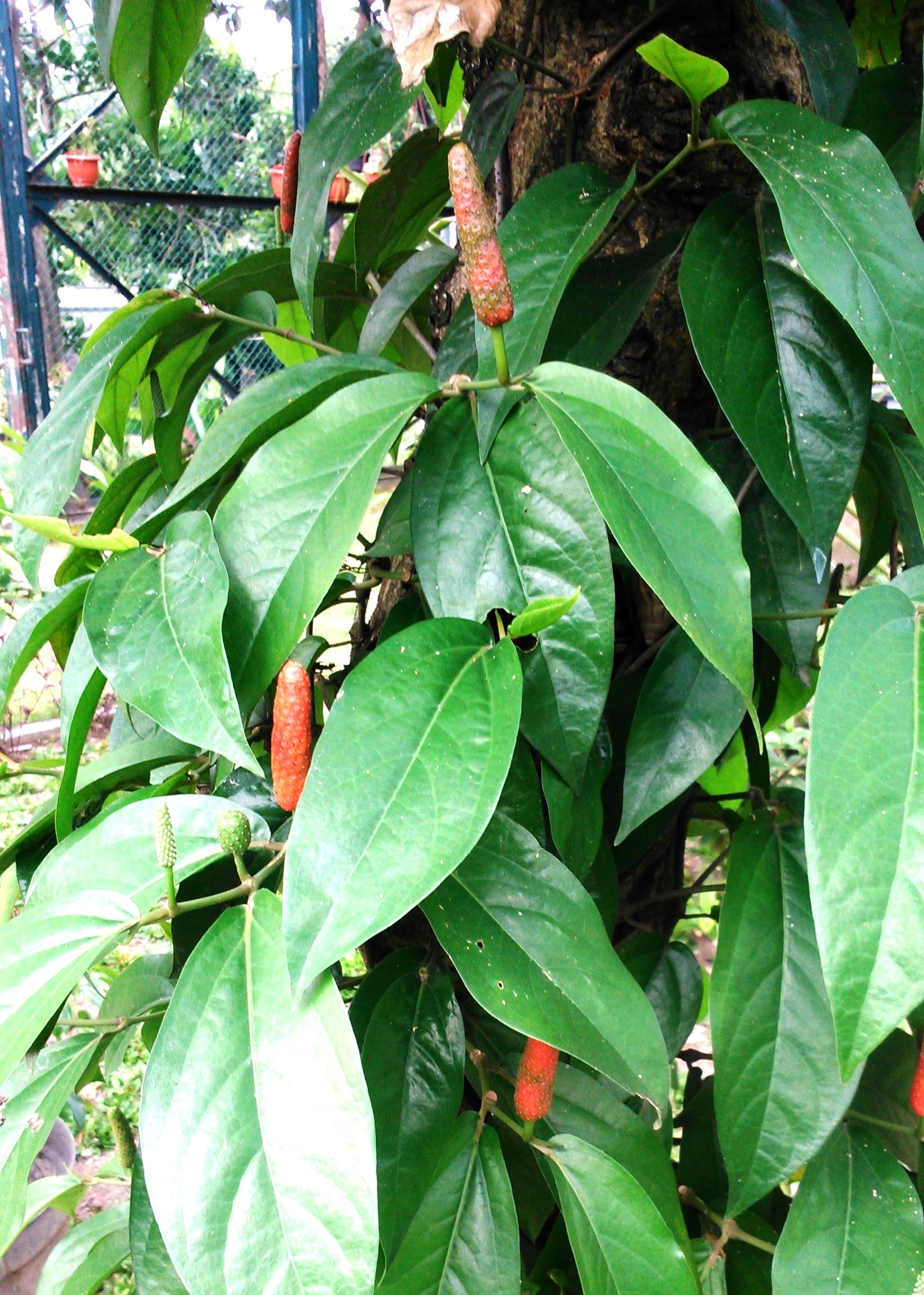
14. ヒハツモドキ

同じコショウ属 (Piper) の中には、コショウと同様に香辛料として利用される種がいくつか含まれる。インドなどに分布するヒハツ（P. longum、インドナガコショウ）は古くからヨーロッパに輸入され、コショウと混同されていたこともある。また類似種であるヒハツモドキ（P. retrofractum、ジャワナガコショウ）は沖縄を含む東南アジアを中心に栽培されており、同じく香辛料として用いられる（図14）。沖縄でつくられる「島胡椒」は、ヒハツモドキを原料とする。その他に同属のカヴァやキンマは嗜好品に利用される。
日本には、類似種としてフウトウカズラ（風藤蔓、Piper kadzura）が関東以西の海岸近くに自生しているが、果実にはコショウのような辛味はない。